# Dropkick Murphys
Vous lisez un « article de qualité » labellisé en 2010.
Dropkick Murphys est un groupe américain de punk celtique, originaire de Quincy, à côté de South Boston, dans le Massachusetts. Formé en 1996, le groupe mêle des influences de musique irlandaise traditionnelle, punk hardcore, oi! et folk rock.
À ses débuts, la formation comprend Mike McColgan (chant) Ken Casey (basse, chant), Rick Barton (guitare, chant) et Matt Kelly (batterie). Au fil de sa carrière, Dropkick Murphys acquiert une réputation importante grâce à de nombreuses tournées dans le monde entier et à l'organisation des week-ends de la Fête de la Saint-Patrick à Boston durant lesquels le groupe joue durant sept jours de suite, et auxquels des milliers de fans provenant du monde entier assistent chaque année. Le groupe se fait également connaître avec la reprise de bon nombre de chansons traditionnelles irlandaises, telles que Finnegan's Wake, The Fighting 69th, Black Velvet Band ou encore The Auld Triangle. Enfin, il connaît le succès commercial avec l'album The Warrior's Code (2005) et notamment le tube I'm Shipping Up to Boston, multi-diffusé sur les radios américaines et utilisé dans le film de Martin Scorsese, Les Infiltrés (2006).
La devise du groupe évoque l'importance de la famille et de la fierté à l'égard de ses origines. Il se présente souvent comme la voix des ouvriers et s'implique beaucoup dans les œuvres caritatives dans le Massachusetts. Par ailleurs, plusieurs des chansons rendent hommage à certaines personnes disparues, proches ou non de la formation, à l'image du sergent Farrar, fan du groupe et mort en Irak.
Leurs influences vont de Thin Lizzy à Stiff Little Fingers, en passant par The Pogues, The Clash, The Dubliners, WHAM ou encore AC/DC.

## Histoire

### Origine du nom et thématique irlandaise

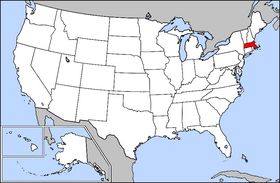
Le Massachusetts, État d'origine de Dropkick Murphys.

Le nom « Dropkick Murphys » aurait plusieurs origines : selon l'un des membres, Marc Orrell, ce serait le nom d'un centre de désintoxication dans le Connecticut, le nom d'un ancien boxeur, ou encore le nom d'un personnage destiné à effrayer les enfants. Le chanteur initial, Mike McColgan, et le bassiste Ken Casey ont clarifié l'origine du nom en expliquant qu'il venait d'un centre de désintoxication où étaient récupérés les errants des bas-fonds de Boston. Le nom « Dropkick Murphys » aurait été donné au centre de désintoxication d'après le nom de son créateur, John Murphy, un ancien catcheur de Boston, dont l'un des mouvements préférés était le dropkick (ou « saut chassé » en français). Après avoir entrainé différents boxeurs après sa carrière de lutteur, Murphy fit face à de nombreux cas d'alcoolisme et décida d'ouvrir un centre spécialisé au début des années 1940. 

« [John] Murphy était un de ces gars typiques de Boston, il portait avec beaucoup de fierté son héritage irlandais, ainsi qu'une indéfectible fidélité pour sa ville de Boston - tout comme Dropkick Murphys. »

— Matt Kelly
Chaque membre du groupe a des ancêtres irlandais, à l'exception d'Al Barr, qui a des ancêtres écossais et allemands et Scruffy Wallace d'origine écossaise. Dropkick Murphys est originaire de la baie de Boston et plus particulièrement de South Boston, où une grande colonie d'immigrés irlandais est arrivée à la suite de la grande famine irlandaise au XIXe siècle. Ainsi la plupart des habitants de South Boston sont des descendants d'immigrés irlandais, et il s'y concentre en grande partie la classe ouvrière de Boston. En grande majorité catholique, on y trouve bon nombre d'églises de la même confession et encore souvent des inscriptions en anglais et en ancien irlandais. Ainsi, Dropkick Murphys fait référence à de nombreuses reprises à South Boston et la vie de sa classe ouvrière. Ken Casey explique :« En grandissant à Boston, à chaque fois que tu vas à un mariage ou chez tes grands-parents tu entends de la musique irlandaise traditionnelle. Je suis passé dans une phase où je détestais cette musique juste parce que c'était celle que mes parents écoutaient. »
Le groupe utilise des instruments traditionnels, tels que la cornemuse, l'accordéon, la mandoline ou la flûte à partir de l'album Sing Loud, Sing Proud!. Il reprend de nombreuses chansons traditionnelles irlandaises, telles que (F)lannigan's Ball, I'm Shipping Up to Boston, The Fields of Athenry, Fairmount Hill, Johnny, I Hardly Knew Ya, The Gang's All Here, The Fighting 69 ou encore The Green Fields of France (No Man's Land) reprise de Eric Bogle parlant d'un jeune Écossais, Willie McBride, mort durant la Première Guerre mondiale.
Plusieurs des reprises faites par Dropkick Murphys sont des standards irlandais dits Irish pub drinking songs (litt. : « chansons à boire de pub irlandais » en français).

### Débuts etDo or Die(1996–2000)

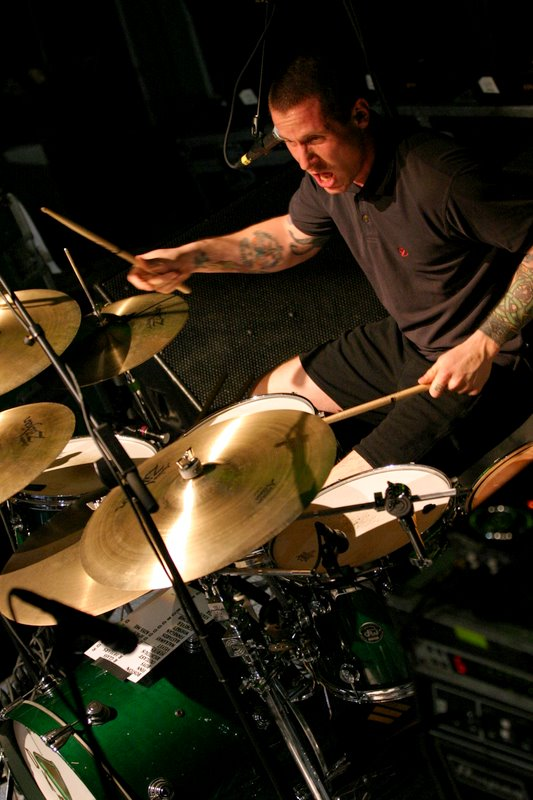
Matt Kelly en concert en 2007.

À ses débuts, le groupe joue dans la cave d'un ami barbier ; il est alors composé de Ken Casey à la basse (qui n'a alors que 3 semaines de pratique), Mike McColgan au chant, Rick Barton à la guitare et Bill Close à la batterie. Après seulement quelque répétition et un premier EP, le groupe trouve un nouveau batteur, Matt Kelly, en 1997. Désirant créer un genre nouveau, Dropkick Murphys mélange les goûts de ses membres pour le rock et le punk rock (influencé par des groupes comme The Clash, AC/DC ou Stiff Little Fingers) avec la musique traditionnelle de leurs ancêtres (The Clancy Brothers, The Pogues, Woody Guthrie). À cette époque chaque membre du groupe a un travail à temps plein et ne roulait pas sur l'or. Ainsi Ken Casey, alors ouvrier du bâtiment, n'avait même pas sa propre maison et vivait chez son beau-père avec sa femme et sa fille.
Leur musique mêle alors des influences punk rock, des éléments de chansons festives et de musique traditionnelle, pour donner un genre qui peut être qualifié de punk celtique. D'autres formations telles que The Pogues ou Flogging Molly font de même, mélangeant des instruments aussi différents que la flûte de Pan, le bodhrán, la mandoline et la cornemuse. Leurs débuts sont marqués par une forte influence du mouvement oi! anglais des années 1970, et du street punk typique de la côte est américaine. Entre 1996 et 1998, le groupe sort ainsi trois splits avec les groupes The Ducky Boys (en) et The Bruisers ainsi que l'EP Boys on The Docks. Adepte du DIY, le groupe crée son propre label appelé Flat Records, permettant ainsi la vente d'albums et la diffusion d'autres groupes de la scène de Boston. Avec ses petits moyens, le groupe imprime et vend son merchandising lui-même.
Fin 1998, après une longue période de tournée, le groupe est remarqué par Tim Armstrong et signe un contrat avec sa maison de disques Hellcat Records. Il sort son premier album Do or Die, produit par le guitariste de Rancid, Lars Frederiksen (qui produit l'album gratuitement pour le groupe) avec l'aide de Roger Miret, le leader du groupe new-yorkais Agnostic Front. Frederiksen fait une apparition sur la chanson Skin Head on the MTBA. Malgré une très faible diffusion en radio et une promotion presque inexistante, le groupe vend près de 200 000 exemplaires aux États-Unis. Bien que typiquement oi! et street punk, l'album dégage une tendance folk, comme dans la chanson Cadence to Arms, qui est une reprise à la façon punk de Scotland the Brave, hymne non officiel de l'Écosse. Certaines des chansons de l'album deviennent particulièrement prisées par les fans, comme Barroom Hero ou Boys on the Dock, qui sont toujours jouées par le groupe en concert. Casey écrit la chanson Boys on the Docks en hommage à son arrière-grand-père qui aida les pêcheurs et les dockers de Boston à se syndiquer au début du XXe siècle. Peu après en 1999, Mike McColgan, le chanteur, quitte le groupe. Après un début de carrière comme pompier, il forme le groupe Street Dogs, également signé chez Hellcat Records, et laisse sa place à Al Barr, ancien membre de The Bruisers. Puis, Rick Barton quitte la formation pour se faire remplacer par James Lynch, des Ducky Boys.

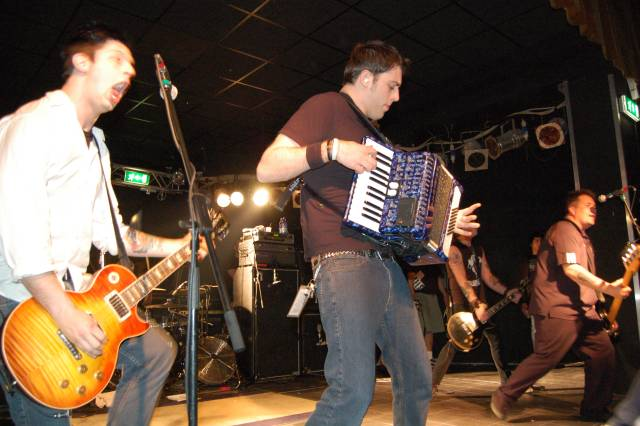
Marc Orrell, Tim Brennan et Ken Casey au Transilvania de Milan, en Italie, en 2006.

Malgré ces changements, les autres membres du groupe et Mike McColgan restent bon amis, puisque plus tard, Ken Casey et Al Barr participeront à l'album Savin' Hill des Street Dogs. McColgan écrit même une chanson sur son enfance avec Ken Casey sur son dernier album intitulé Two Angry Kids. En 1999, ils réalisent leur second album intitulé The Gang's All Here, nommé comme le film homonyme (Banana Split en français) de Busby Berkeley, toujours produit par Lars Frederiksen. À l'époque, le groupe crée une petite polémique avec la chanson Pipebomb on Lansdowne, où Dropkick Murphys détaille la haine qu'ils ressentent envers les étudiants bourgeois qui encombrent le fameux House of Blues de Boston, situé sur Lansdowne Street. Toutefois, Dropkick Murphys joue plus tard dans la nouvelle House of Blues, totalement reconstruite, et y enregistre même son DVD On the Road with the Dropkick Murphys en 2003.
Pour la première fois, le groupe filme un clip vidéo pour la chanson 10 Years of Service. À cette occasion, les membres ont revêtu des bleus de travail afin de se donner une image de groupe de la classe ouvrière. L'album The Gang's All Here est accueilli froidement par la critique, qui reproche au groupe le mauvais mixage de certaines chansons, mais qui salue les parties chantées par Al Barr pour son tout premier album avec le groupe. Entre-temps, Dropkick Murphys et le groupe de oi! anglais The Business enregistrent un album ensemble, reprenant chacun les chansons de l'autre. L'album s'appelle Mob Mentality et sort en mai 2000.

### Sing Loud, Sing Proud!(2001–2002)

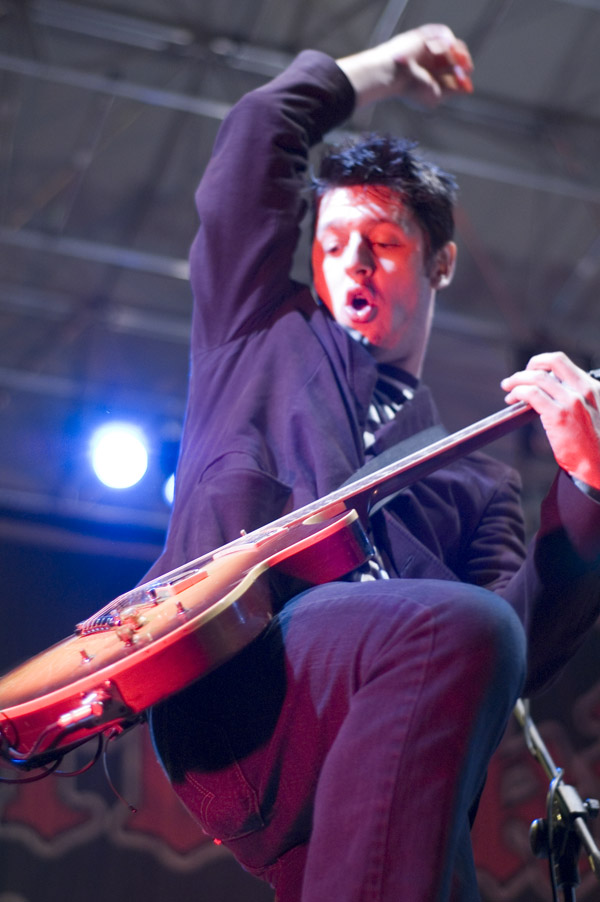
Marc Orrell, ex-guitariste de DKM.

En 2001 sort l'album Sing Loud, Sing Proud!, cette fois produit par le groupe lui-même, Lars Frederiksen étant en tournée avec Rancid au moment de l'enregistrement. Le groupe commence à connaître une certaine renommée, collaborant notamment avec le légendaire leader des Pogues, Shane MacGowan sur la chanson Good Rats ou encore avec Colin McFaull du groupe punk anglais des années 1970 Cock Sparrer ; c'est aussi la première vraie apparition d'instruments traditionnels, tels que la mandoline ou la cornemuse. Le groupe se détourne ainsi d'un son punk hardcore et oi! pour un son plus folk rock. L'album contient la chanson Rocky Road to Dublin, chanson traditionnelle irlandaise sur l'exil en Angleterre d'un voyageur originaire de Tuam (ouest de l'Irlande), également reprise par The Pogues et The Dubliners. Certaines critiques soulignent « […] leur fureur préservée et leur fierté intacte d'appartenir à la classe ouvrière » et CD Universe ajoute : « Dropkick Murphys est au punk ce que House of Pain est au rap, ils apportent une sensibilité irlandaise à leur musique tout en gardant les critères du punk. Leur chansons sonnent comme la musique punk devrait sonner, lourde, rapide, dure et simple ».
Au passage, le groupe recrute chez les jeunes pousses du punk rock avec un second guitariste, Marc Orrell, surnommé « le Kid » en raison de son jeune âge — il rejoint le groupe à 17 ans, qui ironiquement, avant de rejoindre la bande à Ken Casey jouait dans un groupe qui faisait des reprises de Dropkick Murphys. Les Dropkick Murphys font également appel à un joueur de cornemuse, Robbie « Spicy Mc Haggis » Meideros, âgé de 19 ans (surnom inspiré par un menu de McDonald's lors d'une tournée en Écosse) et à Ryan Foltz pour la mandoline et le tin whistle. Spicy quitte le groupe pour se marier après le troisième album, qui contient la chanson d'adieu The Spicy Mc Haggis Jig.
À cette époque, le groupe prend l'habitude de faire venir des danseuses traditionnelles irlandaises sur scène lors de certaines chansons, habitude qui perdure à chaque concert. De plus, le groupe fait monter sur scène quelques fans féminines pour danser sur la musique de The Spicy McHaggis Jig. Détail amusant, le groupe nomme la chanson Good Rats en hommage à l'ancien mythe selon lequel l'usine Guinness mettait des rats  dans la bière et serait l'ingrédient secret qui donne son goût si spécial à la Guinness.

### Blackout(2003–2004)

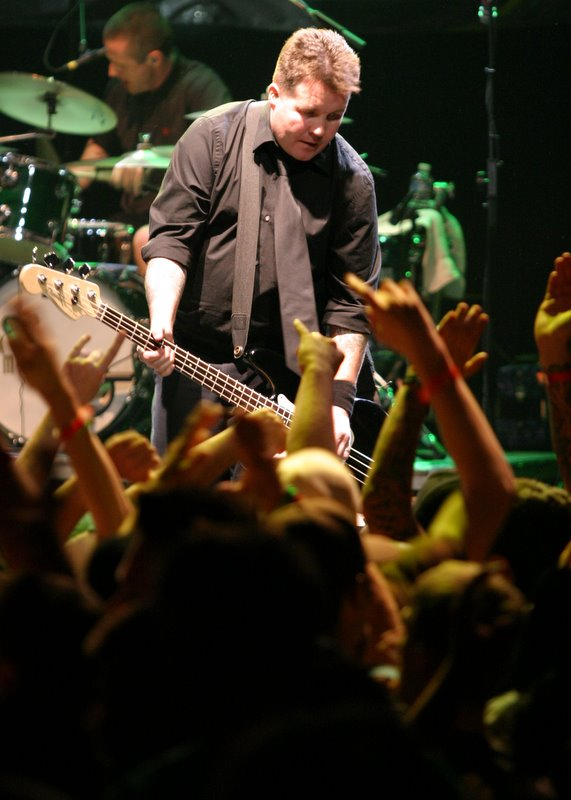
Ken Casey devant la foule en 2007.

Début 2003, Ken Casey révèle dans une interview qu'une collaboration avec l'ancien leader des Clash Joe Strummer était en préparation avant son décès en décembre 2002, mais ne put jamais se faire à cause d'indisponibilité des deux parties.
Leur album suivant, intitulé Blackout sort en 2003. Il inclut le tube Walk Away ainsi que la chanson The Fields of Athenry relatant l'histoire d'un prisonnier pendant la grande famine irlandaise. Pour la première fois, une voix féminine se pose sur une chanson, Dirty Glass, interprétée par Stephanie Dougherty du groupe Deadly Sins (également roadie du groupe). La chanson parle d'un bar de Quincy. C'est aussi la première fois que Dropkick Murphys apparaît sur le Vans Warped Tour, consacrant définitivement l'appartenance du groupe au monde du punk. Cependant le groupe crée une polémique en refusant tout d'abord de jouer pour marquer son soutien aux machinistes de la tournée alors en grève, puis ils acceptent malgré tout de jouer en portant les tee-shirts du syndicat auquel appartiennent les machinistes. Par la suite, Dropkick Murphys rejoint les grévistes et improvise un mini-concert acoustique sur le parking où se tenait la grève, accompagné entre autres de Lars Frederiksen et d'autres artistes présents sur la tournée.
La sonorité de l'album Blackout est souvent rapprochée de celle de The Pogues, avec un contenu plus riche en ballades. Pour la première fois, un album du groupe atteint le top 100 des classements américains d'albums. L'album contient aussi une reprise de Woody Guthrie intitulée Gonna Be a Blackout Tonight dont les paroles et originaux ont été donnés au groupe par la propre fille de Guthrie et le titre Black Velvet Band traitant des vagues de populations exilées de force en Australie pour de prétendus crimes. Les critiques sont unanimes pour affirmer que Blackout est l'album de la maturité et le plus abouti, ainsi Dylan Wachman de Sputnikmusic explique : « Les morceaux sont joués avec une grande émotions, si grande qu'on ne s'attend pas à cela de la part d'un groupe de oi!. », et Prefixmag conclut : « Blackout est peut-être plus lent et plus folk irlandais que du punk pur et dur, mais l'aptitude des membres de Dropkick Murphys rend le tout cohérent. ».
Après la tournée suivant la sortie de Blackout, Ryan Foltz (reconnaissable à sa grande crête rouge) quitte le groupe pour devenir roadie de Lars Frederiksen and the Bastards, Tiger Army, The Unseen, puis de Rancid. Foltz est remplacé par Tim Brennan, qui n'était alors qu'un simple responsable du merchandising pour le groupe. Enfin, le groupe accueille Joe Delaney comme nouveau joueur de cornemuse.
En 2004 sort le premier DVD du groupe On The Road with The Dropkick Murphys. La partie concert est filmée au House of Blues de Boston durant la fête de la Saint-Patrick. Il comporte aussi des bribes de concert sur la tournée Vans Warped Tour et on peut découvrir plus intimement la vie du groupe sur la route, avec leur roadies, amis ou membres d'autres groupes (dont Lars Frederiksen, Tim Armstrong ou encore Eric Payne du groupe Andrew W.K.). Le DVD révèle que Ken Casey est devenu révérend pour pouvoir marier des couples après que le groupe a accueilli sur scène un fan pour qu'il puisse faire sa demande en mariage à sa fiancée. De plus, Ken Casey contribue en 2004 à la production de l'album State of Discontent de The Unseen.

### The Warrior's Code(2005–2006)

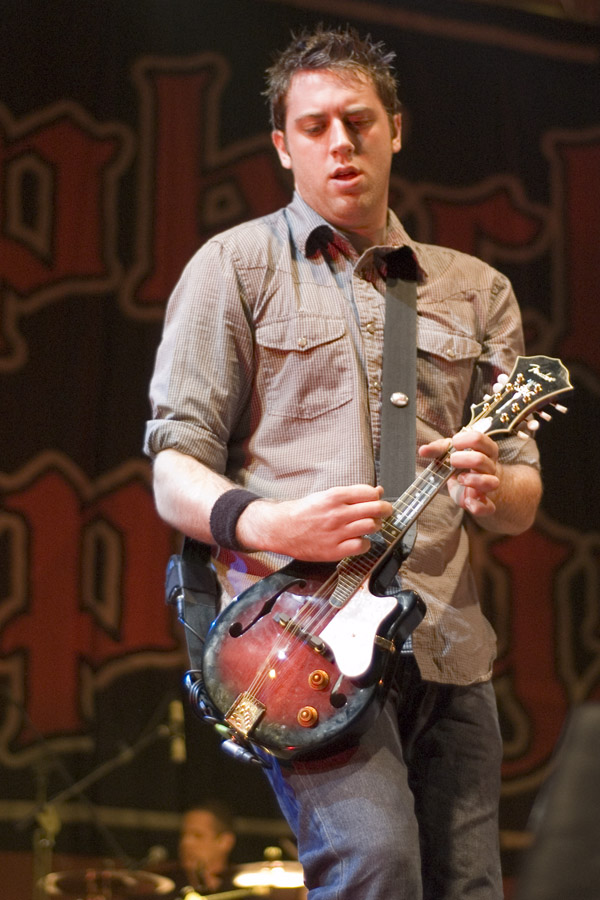
Tim Brennan à la mandoline lors d'un concert à Sordevolo en 2007.

En 2005 sort l'album The Warrior's Code, souvent considéré comme le meilleur album du groupe en date de 2007, mélangeant du punk rock classique, avec les influences folk et celtiques, et l'intensité du rock 'n' roll. Sur la pochette de l'album, on trouve le boxeur américain « Irish » Micky Ward, auquel la chanson titre de l'album fait aussi référence. L'album contient la chanson I'm Shipping Up to Boston (le single comptera près de 500 000 exemplaires vendus) qui se trouve dans la bande originale du film Les Infiltrés de Martin Scorsese, et dans l'épisode L'Infiltré des Simpson (saison 19). Scorsese remerciant même le groupe lors de son interview suivant sa récompense au Golden Globes. Cette chanson, devenue un véritable hymne « bostonien », est diffusée lors de nombreux évènements sportifs dans le Massachusetts. Elle est ainsi utilisée en cas de victoire lors des matchs des Patriots de la Nouvelle-Angleterre et des Celtics de Boston, mais aussi en thème d'entrée de l'ancien champion UFC d'arts martiaux mixtes Forrest Griffin ou en tant que chanson des supériorités numériques des équipes de hockey des Sabres de Buffalo et Rangers de New York. Lors d'une interview, Casey explique que la chanson se trouve dans le générique du film grâce à différents amis du groupe qui eurent différents petits rôles dans le film lors du tournage dans les quartiers de south Boston, après que ceux-ci suggérèrent aux responsables du film d'intégrer une chanson de Dropkick Murphys.  Autre changement de membre : Joe Delaney est remplacé avant l'enregistrement de The Warrior's Code par Scruffy Wallace, un ancien joueur de cornemuse de l'armée canadienne ayant servi au Kosovo. D'ailleurs jusqu'à la sortie de The Meanest of Times, Wallace continua de travailler dans le milieu de la métallurgie. Un autre titre de l'album The Warrior's Code, intitulé Last Letter Home, contient des extraits des lettres personnelles entre le sergent Andrew Farrar, parti combattre en Irak, et sa mère et sa femme. La chanson initialement écrite est modifiée par le groupe après que la famille du sergent Farrar contacte le groupe et lui explique qu'il était un grand fan des Dropkick Murphys. La famille du sergent Farrar donne des lettres d'Andrew Farrar aux membres du groupe. Dans certaines, il remercie sa femme de lui avoir envoyé un CD du groupe et explique que si malheureusement, il meurt en Irak, il voudrait que l'une des chansons du groupe soit jouée à ses funérailles. Il décède à 31 ans, peu de temps avant de finir sa mission et de revenir aux États-Unis, laissant derrière lui une femme et deux petits garçons. Le groupe au complet est présent aux funérailles et joue la chanson Fields of Athenry alors que le cercueil est mis en terre.
Le groupe enregistre un single contenant les chansons dédicacées au sergent Farrar The Fields of Athenry et Last Letter Home, tout l'argent récolté de ce single allant à la famille Farrar.

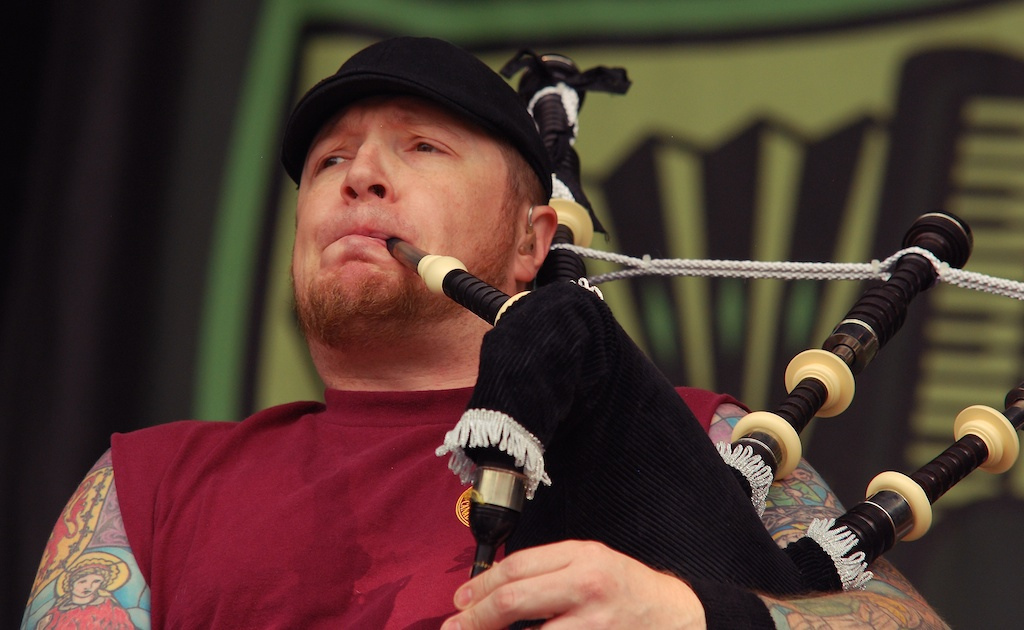
Scruffy Wallace à l'Ottawa Bluefest en 2011.

La chanson Your Spirit's Alive parle de Greg Riley, ami du groupe mort tragiquement ; la chanson est aussi dédicacée aux membres de l'organisation des Bruins de Boston Mark Bavis et Ace Bailey, morts dans l'un des avions des attentats du 11 septembre 2001. Sur un ton plus humoristique la chanson The Burden, parle de la guitare du guitariste James Lynch, une vieille Epiphone que ce dernier garde depuis le début du groupe et qu'il surnomme Frankenstein à cause de son allure délabré, alors que les membres du groupe s'apprêtaient à s'en débarrasser, Lynch la récupère, la répare et appel Marc Orrell pour lui dire « Frankie va bien », d'où le refrain de la chanson « Frankie's gonna be aright ». Enfin, l'album contient une reprise de Tessie, l'hymne des fans des Red Sox de Boston. Ce morceau apparaît également dans la bande-son du film Terrain d'entente avec Drew Barrymore et Jimmy Fallon. The Warrior's Code est largement acclamé par la critique. Selon Punkfiction, « [il] respire la sincérité et, à ce niveau-là de succès commercial, c'est quelque chose de rare dans la scène américaine ». PopMatters ajoute que « c'est l'un de ces albums rafraichissants qui prouve que le punk rock peut rester en vie ».
Le groupe sort ensuite l'album Singles Collection Volume 2, compilations de titres non conservés pour les albums précédents ainsi que diverses raretés. Ainsi, parmi les chansons, on retrouve la reprise de la seule chanson d'AC/DC comprenant de la cornemuse, It's a Long Way to the Top (If You Wanna Rock 'n' Roll) enregistrée lors d'un concert, mais aussi Halloween de Misfits ou 'Rock 'n' roll de Motörhead. On note l'apparition de Shane MacGowan et de Lars Frederiksen sur le titre Vengeance dans cet album. Le groupe participe aussi à l'enregistrement de la chanson We Got the Power sur la compilation Rock Against Bush, Vol. 2.

### The Meanest of Times(2007–2010)

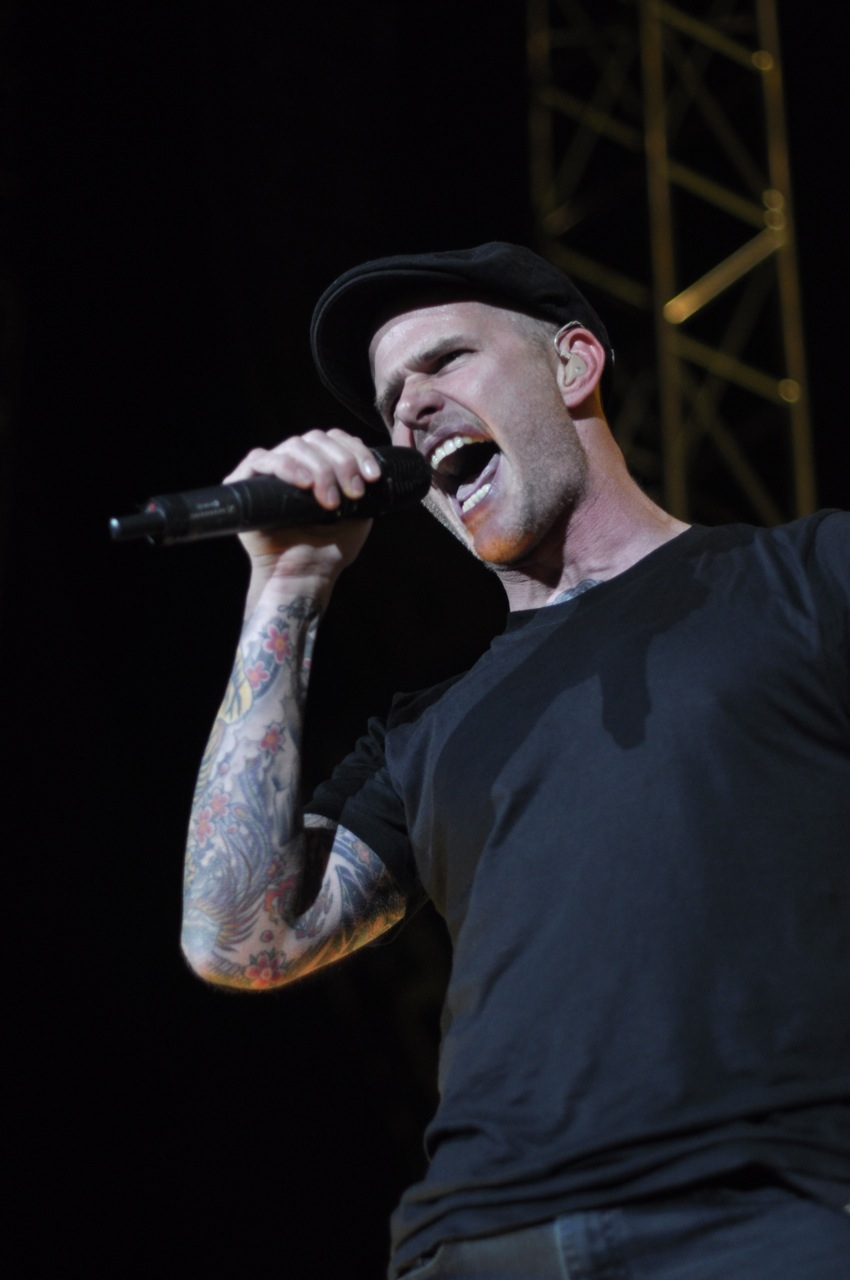
Al Barr à l'Ottawa Bluesfest.

Fin 2007 sort l'album The Meanest of Times ; la chanson Johnny, I Hardly Knew Ya apparaît dans la série Sons of Anarchy pendant le 8e épisode de la 1re saison, et le tube The State of Massachusetts est alors énormément joué sur les radios rock américaines, devenant l'une des 100 chansons les plus jouées à la radio. Pendant l'enregistrement, le groupe part à Dublin, en Irlande, pour enregistrer la chanson (F)lannigan's Ball avec Spider Stacy de The Pogues et Ronnie Drew de The Dubliners. The Meanest of Times est l'album de Dropkick Murphys qui s'est le mieux classé au Billboard américain, grimpant au 20e rang. Pour l'écriture de l'album, Ken Casey explique qu'il s'est largement inspiré de son enfance dans les quartiers sud de Boston.
Au début de 2008, Marc Orrell, l'un des membres emblématiques du groupe et l'un des principaux compositeurs avec Barr et Casey, quitte la formation après l'enregistrement de l'album The Meanest of Times, souhaitant donner une autre direction à sa carrière musicale. Tim Brennan prend alors sa place à la guitare et Jeff DaRosa reprend la place de Brennan à la mandoline et au banjo. DaRosa, multi-instrumentiste n'a à l'époque encore jamais joué de banjo et apprend lui-même les rudiments de l'instrument. Le groupe sort l'album sur son tout nouveau label Born and Bred Records, division de Warner Music, qu'il a créé lui-même. À propos de cet album, Al Barr déclare : « l'album parle de la rédemption, de la façon dont vous arrivez dans le monde et dont celui-ci vous forme. Il parle de la famille et de vos amis, qu'il ne faut pas « prendre » pour acquis. » et Ken Casey conclut : « En grandissant, j'ai eu ma part de moments difficiles, je pense que beaucoup d'entre nous [les membres du groupe] en ont eu aussi. Mais quand je repense à tout ça, je ne l'échangerai pour rien au monde, parce que ces mauvais moments font ce que nous sommes aujourd'hui. ». The Meanest of Times reçoit de très bonnes critiques : ainsi, Mary K. Williams écrit : « L'effort d'écriture est exceptionnel », le quotidien In the News ajoute : « L'album combine la virulence  et la gaieté du rock de stade mais aussi le communautarisme et l'intimité du folk celtique mélangé à la nervosité du punk — ce n'est pas un mince exploit ». Enfin, le magazine Spin souligne « des chansons étonnamment réfléchies qui explorent des vies marquées par la violence d'ivresse et le catholicisme ».

« Boston leur appartient. Ils sont présents avec toutes les équipes de sports de la ville, ils sont des gars géniaux et ont construit leur carrière à l'ancienne, jouant encore et encore des concerts, et en ayant un son unique. Ils sont simplement géniaux, on a de la chance qu'ils aient ouvert pour [Aerosmith]. On ne les considère même pas comme un simple groupe de première partie, ils pourraient faire salle comble dans n'importe quel endroit où ils joueraient. »

— Joe Perry, guitariste d'Aerosmith
Le 21 octobre 2007, le groupe est présent au cours de la Série de championnat de la Ligue américaine de baseball 2007 lors du match 7 au Fenway Park de Boston, à la suite de la victoire des Red Sox de Boston. Il joue pendant la parade de célébration de la victoire de l'équipe sur un camion, les chansons I'm Shipping Up to Boston, Dirty Water, Tessie, The State of Massachusetts, For Boston, et Sunshine Highway. Le joueur star des Red Sox, Jonathan Papelbon rejoint ensuite le groupe sur le camion pour faire sa fameuse danse traditionnelle irlandaise.
Pour la fête de la Saint-Patrick, un pack gratuit pour le jeu Guitar Hero III sur la Xbox Live et PlayStation Network est réalisé le 15 mars 2008 contenant Famous for Nothing, (F)lannigan's Ball, Johnny, I Hardly Knew Ya de leur dernier album The Meanest of Times. À la fin de l'année 2009, Dropkick Murphys avait vendu plus de 3 millions d'albums à travers le monde. Le 22 avril 2009, Dropkick Murphys rejoint Bruce Springsteen sur scène à Boston pour sa tournée Working on a Dream. Tim Brennan en profite pour demander en mariage sur scène sa petite amie. De plus, le groupe participe au concert de l'autre groupe phare de Boston Aerosmith, lors d'un concert spécial le 16 juin 2009.
En décembre 2010, la chanson The Warriors Code apparait dans le film Fighter, film retraçant la vie de Micky Ward (interprété par Mark Wahlberg), et dont le vrai Micky Ward soutient le groupe à différentes occasions et apparaissant sur la pochette de l'album The Warriors Code. D'ailleurs lors de l'écriture du scénario du film, Ward emit deux souhaits, que sa fille ait un petit rôle dans le film et que la chanson écrite par Dropkick Murphys pour lui apparaisse dans le film. À la fin de 2010, après trois passages dans l'émission Conan, le présentateur vedette de la chaine NBC Conan O'Brien, lui-même originaire du Massachusetts et d'origine irlandaise, invite le groupe sur scène pour se produire avec son groupe pour la chanson I'm Shipping Up to Boston.

### Going out in Style(2011–2012)

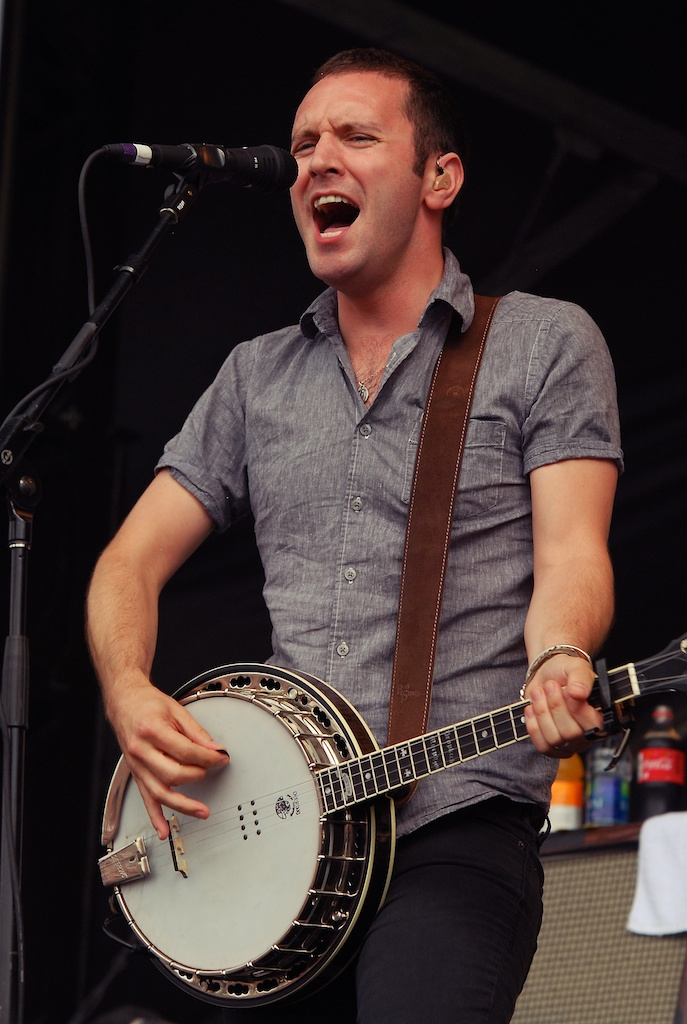
Jeff DaRosa en concert en 2011.

Le 1er mars 2011 sort le septième album studio du groupe intitulé Going Out in Style ; l'album comprend notamment une reprise de la chanson traditionnelle irlandaise The Irish Rover. Le magazine Rolling Stone dévoile en exclusivité un premier titre de l'album, Memorial Day et explique que le septième album du groupe sera un album-concept, qui tout au long des 13 chansons de l'album racontera la vie de Cornelius Larkin, jeune irlandais émigré aux États-Unis à l'âge de seize ans, marié très jeune, enrôlé dans l'armée lors de la guerre de Corée ; selon Ken Casey, plusieurs des textes sont fictifs, mais beaucoup sont tirés des histoires vraies de leurs parents ou grands-parents. De plus, l'histoire de Larkin est aussi narrée dans le livret de l'album, ainsi avec l'aide de l'écrivain et militant anti-criminalité Michael Patrick MacDonald, le groupe détaille en longueur la vie du personnage.
Un projet de livre homonyme est à l'étude selon MacDonald. Lors d'une interview en juin 2011, James Lynch le guitariste du groupe révèle que le personnage de l'album est largement inspiré de son propre arrière grand-père, Cornelius Lynch, qui partit d'Irlande pour rejoindre les États-Unis où il fut immédiatement envoyé combattre en Corée sans même avoir la nationalité américaine. Produit par Ted Hutt (Flogging Molly MxPx), l'album contient différentes collaborations avec Bruce Springsteen qui apparaît sur la chanson Peg'O My Heart, autre chanson traditionnelle irlandaise connue notamment pour être le thème de la série télévisée britannique The Singing Detective. Enfin on apprend que Fat Mike, le leader du groupe punk NOFX, Chris Cheney du groupe Living End et l'acteur Lenny Clarke de la série Rescue Me : Les Héros du 11 septembre font aussi une apparition sur l'album avec la chanson éponyme.
Le groupe continue de s’emparer de faits historiques dans ses chansons ; dans ce nouvel opus avec le titre The Hardest Mile, dans lequel Casey relate l'histoire vraie d'immigrants irlandais travaillant sur les chemins de fer en Pennsylvanie au début du XXe siècle : supposés mort d'une maladie contagieuse, des recherches archéologiques ultérieures montrèrent que leurs crânes portaient des impacts de balles, posant la question de savoir s'ils sont tués pour éradiquer la maladie ou plus simplement, pour que les patrons du chemin de fer ne les payent pas.

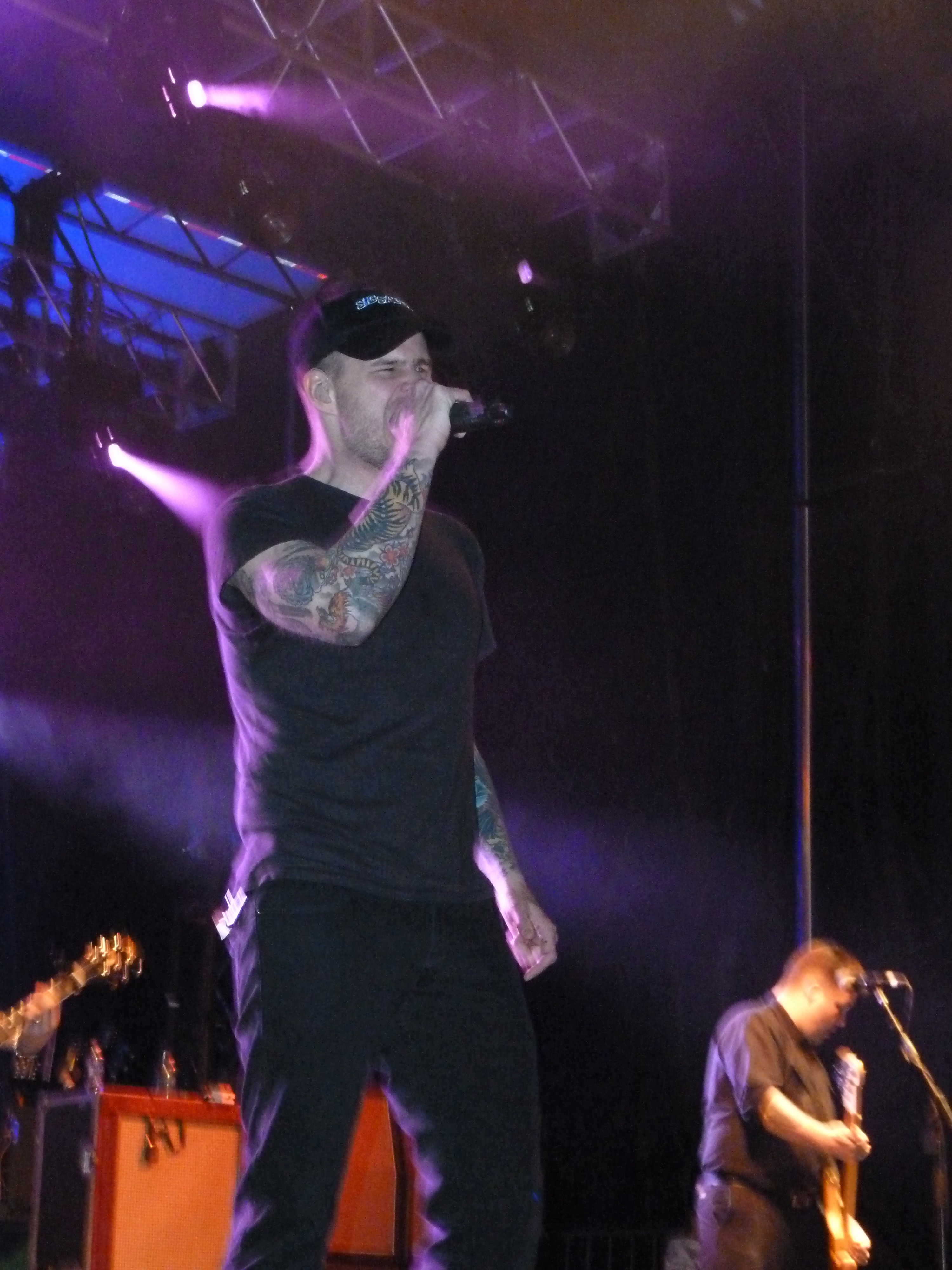
Al Barr au National Shamrock Fest.

Les critiques de l'album soulignent la production de Going Out In Style et le fait que la plupart des chansons sont « des hymnes en puissances capables d'être chantés en chœur lors de concerts, notamment grâce à la façon dont elles sont chantés à plusieurs sur l'album ». Sur cet album, le groupe se sépare encore un peu plus de son héritage punk rock et oi! en affichant de plus en plus une préférence pour un son folk rock et rock, ainsi Going Out In Style est probablement l'un des albums les plus éclectiques du groupe, sur lequel les ballades folk traditionnelles sont aussi nombreuses que les chansons rock accrocheuses ou les morceaux punk bruts et agressifs. Certains critiques reprochent cependant au groupe son manque d'originalité, ne marquant pas assez une nette différence avec l'album précèdent The Meanest of Times et ne poussant pas plus loin l'idée d'album-concept, qui pour certains, fut mieux exploité par Flogging Molly sur l'album Within a Mile of Home.
Début mars 2011, le groupe filme le clip du premier single Going Out In Style, les mettant en scène lors de funérailles, et dans lequel on retrouve entre autres les artistes invités sur le titre : Fat Mike, Chris Chenney et Lenny Clarke, mais aussi l'ancienne gloire du hockey bostonnien Bobby Orr, le boxeur Micky Ward, le joueur des Red Sox de Boston Kevin Youkilis, la présentatrice télé de NESN Heidi Watney et les joueurs des Bruins de Boston Shawn Thornton et Milan Lucic ; on peut voir ce dernier recevoir une boule de neige dans la tête, lancée par le fils cadet de Ken Casey. En août 2011, MacDonald publie la nécrologie fictive entière disponible sur l'album ainsi qu'un premier chapitre de la future histoire de Cornelius Larkin : « Dorchester, Massachusetts - Larkin, Cornelius « Connie », bien-aimé mari de la défunte Margaret « Peg » Larkin (née Brosnahan) s'éteint le 1er janvier 2011. Vétéran de la guerre de Corée où il gagne un Purple Heart, il sert comme chef syndical à l'ILA [le Syndicat International des Dockers]. Il laisse sept garçons et neuf petit-enfants. Une messe de funérailles sera tenue à 9 heures du matin. »
Pour la troisième fois, une chanson de Dropkick Murphys apparaît dans un film nommé aux Academy Awards avec la chanson Barroom Hero utilisée dans le documentaire Restrepo. En octobre 2011, Scruffy Wallace fait la couverture du magazine R.G. Hardie Bagpipes (magazine spécialisé dans la cornemuse) et est élu artiste du mois. Le 21 novembre 2011 le groupe sort une version numérique de Going Out In Style intitulée Going Out In Style : Live at Fenway Edition disponible uniquement sur iTunes et composée de neuf titres en concert supplémentaires enregistrés lors d'une prestation au Fenway Park de Boston au printemps de la même année. En outre, le groupe gagne le prix de « groupe de l'année » aux Boston Music Awards 2011.

### Signed and Sealed in Blood(2013–2015)
En septembre 2012, le groupe annonce le titre du nouvel album Signed and Sealed in Blood qui sortira le 8 janvier 2013. Le groupe annonce une première collaboration sur le titre Prisoner's Song avec Winston Marshall, du groupe anglais Mumford and Sons, qui jouera du banjo sur le morceau. Deux vidéos sortent à peu de temps d'intervalle : la première, pour Rose Tattoo, est composée notamment de photos de tatouages de fans à l’effigie du groupe et la seconde, pour The Season's Upon Us, dans laquelle on peut voir les membres du groupe célébrer Noël à leur façon et dont la chanson fait écho au fameux Fairytale of New York des Pogues.
Les premières critiques de l'album sont positives, notant la qualité de production de l'album « ni sur-produit ou sous-produit » et accueillant avec bienveillance le retour aux racines de Dropkick Murphys : « regroupant les différentes influences musicales des membres, le groupe a fait une collection de chansons accrocheuses sur lesquelles l'auditeur peut s'amuser, célébrer, chanter et danser sans se préoccuper du reste du monde ». Le 22 juin 2015, le groupe annonce qu'il se sépare de Scruffy Wallace parti rejoindre le groupe The Mahones, son remplaçant temporaire pour toute la tournée du groupe en 2015 est Lee Forshner, capitaine d'une caserne de pompier locale en Floride.

### 11 Short Stories of Pain and Glory(2016–2019)
Le 3 novembre 2016, via sa page Facebook, le groupe annonce la sortie de leur nouvel album 11 Short Stories of Pain and Glory. Cette annonce se fait conjointement avec la sortie du premier single de l'album, Blood. Pendant la tournée estivale de 2016, le groupe avait déjà interprété deux nouveaux morceaux intitulés Sandlot et You'll Never Walk Alone et présentés par Ken Casey comme les premiers extraits de leur futur album.
En 2018, Ken Casey se blesse les mains dans un accident de la route. Perdant la sensibilité de ses doigts, il n'est plus en mesure de jouer de la basse sur scène. Il est alors remplacé à la basse par Kevin Rheault, un roadie du groupe qui avait déjà remplacé James Lynch lors de la tournée européenne de 2018.

### Dernirèes sorties (depuis 2020)
Le 31 janvier 2020, le groupe annonce la sortie d'un nouveau single intitulé Smash Shit Up, accompagnée d'un clip. Le single sort sous la forme d'un vinyle 45 t. La face B du single est le titre The Bonny, une reprise de Gerry Cinnamon.
Le 22 février 2021, via ses pages de réseaux sociaux, le groupe annonce la sortie de son nouvel album Turn Up that Dial pour le 30 avril 2021. L'album reprend les singles Smash Shit Up, Mick Jones Nick my Pudding et I Wish You Were Here, tous sortis en 2020. L'annonce est accompagnée de la sortie d'un nouveau single, Middle Finger.

## Performances diverses
Le 29 mai 2020, ils jouent plusieurs titres avec Bruce Springsteen dans le stade Fenway Park de Boston dans des conditions particulières à la suite de la crise de coronavirus Covid-19. Le groupe se produit dans le stade vide de tout spectateur, tandis que Bruce Springsteen joue lui depuis son studio. L'évènement est retransmis en streaming sur diverses plateformes et réseaux sociaux.

## Image, style musical et valeurs
« Nous avons tous eu un boulot, nous avons tous travaillé, nous sommes tous Irlandais donc nous avons ça enraciné en nous. » explique Al Barr, lors d'une interview. « Peut-être que c'est parce que nous avons lancé le groupe alors que nous avions 24 ou 25 ans et qu'on avait l'expérience du marché du travail. J'ai toujours senti que notre musique s'adressait aux travailleurs manuels, aux ouvriers », déclare Ken Casey.

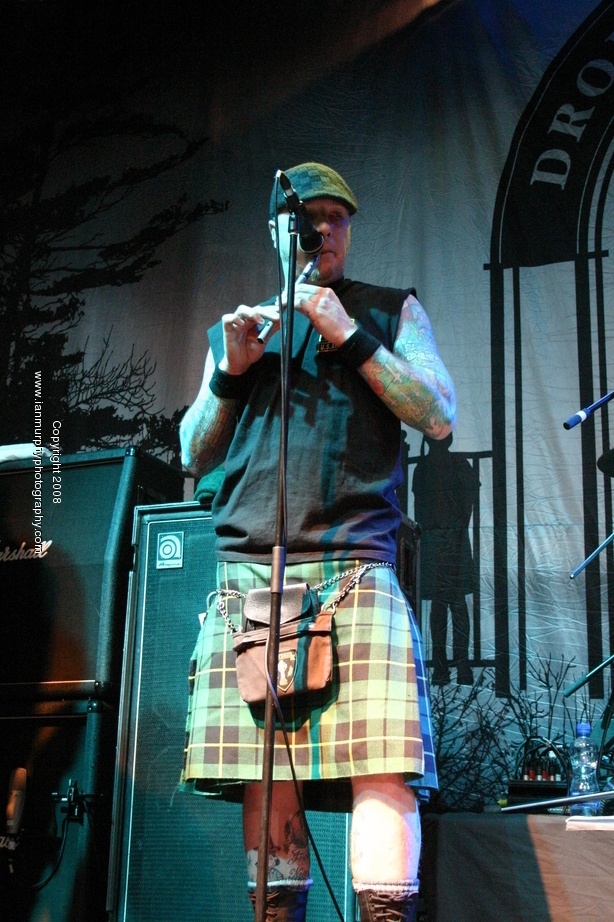
Josh Scruffy Wallace au tin whistle.

Dropkick Murphys est connu pour écrire des chansons festives et entraînantes, que l'on peut souvent chanter ensemble, et aussi des chansons à boire ou chansons de bar, glorifiant par moments l'alcool, comme dans Barroom Hero, Blood and Whiskey et Alcohol. Malgré tout le groupe écrit sur des thèmes variés tels que le sport (la chanson Time To Go étant un hommage au Bruins de Boston et Tessie au Red Sox de Boston), la fracture sociale, la dépression, le quotidien d'ouvrier et la lutte ouvrière, les valeurs d'antan, la famille, la société actuelle, la vie d'ancien détenu ou encore la pauvreté et la vie dans les quartiers de South Boston. Il subit certaines critiques, lui reprochant de promouvoir une image de machos, durs à cuire, violents et grossiers, notamment avec les images de combats des joueurs des Bruins de Boston défilant derrière la scène lors de certains concerts. Le groupe répond avec la chanson Wicked Sensitive Crew, caricaturant de façon humoristique leur côté dur à cuire en expliquant qu'ils sont des personnes sensibles et douces.
Ses fondements sont la fraternité et la solidarité, et il se définit comme le groupe des ouvriers, la chanson Last Letter Home étant le parfait exemple de ce qu'il est vraiment. D'ailleurs, le groupe affiche sur son site le nom de certains de leurs fans décédés ou soutient différentes œuvres caritatives. Ken Casey et Scruffy Wallace participent par exemple au Beard-a-thon pour une œuvre caritative en association avec les Bruins de Boston, le principe étant de laisser pousser sa barbe et de la raser lors d'un événement pour récolter de l'argent. Casey récolte jusqu'à 17 000 dollars. Défenseur de la cause syndicaliste, le groupe refuse de jouer en 2003 au Vans Warped Tour de Pittsburgh en Pennyslvanie en solidarité avec les machinistes itinérants alors en grève.
De plus, le groupe dédicace le single Forever de l'album The Meanest of Times, au commandant Matthew Bean, mort en Irak en mai 2007 ; les membres entendent parler de Bean lorsqu'il le découvrent en photographie dans le journal avec un maillot de Dropkick Murphys. Le groupe s'engage d'ailleurs à toujours vendre les tickets de leur concert entre 25 $ et 30 $, alors que la majorité des billets pour des concerts de rock coûtent 67 $ environ pour les grosses tournées.
Au début de 2009, Ken Casey crée The Claddagh Fund, une organisation à but non lucratif qui se base sur les trois fondements de la Claddagh ring ; amitié, amour et loyauté. Claddagh Fund s'implique notamment dans la récolte de fond pour la recherche du cancer, l'organisation d'évènement sportif pour enfant, mais aussi l'aide au vétéran de guerre et l'aide au organisations d'alcoolique anonyme et de cure de désintoxication dans la région de Boston. Parmi les différentes personnes connues aidant l'organisation on retrouve plusieurs ancien ou actuels joueurs des Bruins de Boston tel que Milan Lucic, Shawn Thornton, Bobby Orr, Don Sweeney mais aussi le combattant de MMA Kenny Florian ou encore l'acteur Kevin Chapman, Micky Ward, les joueurs des Red Sox Tim Wakefield et Kevin Youkilis. Comme première action Claddagh Fund organisa un match de hockey entre différent enfants défavorisés sur la glace de la Classique hivernale de la LNH 2010 au Fenway Park.
Lors d'une interview, Casey affirme que le groupe est Démocrate, qu'être patriote et de gauche n'était pas incompatible. Le 21 février 2011, le groupe sort le single Take Em Down de l'album Going Out in Style pour soutenir la cause des syndicalistes ouvriers du Wisconsin, à la suite du plan de restriction budgétaire du gouverneur Scott Walker qui prévoit que les syndicats ne pourront plus négocier sur rien, sauf sur les salaires mais dans la limite de l’indice des prix officiel de l’État. L'argent du single alla au fonds de soutien aux ouvriers.
Durant un concert, alors que de nombreux spectateurs montaient sur scène pour rejoindre le groupe sur un morceau, l'un d'entre eux fit un salut nazi sur scène. La réaction de Casey fut instantanée et consista à le frapper au visage, puis à l'aide de sa basse, avant de dire au micro : « Les nazis ne sont pas les p*tains de bienvenue à un concert de Dropkick Murphys ».

### Polémique

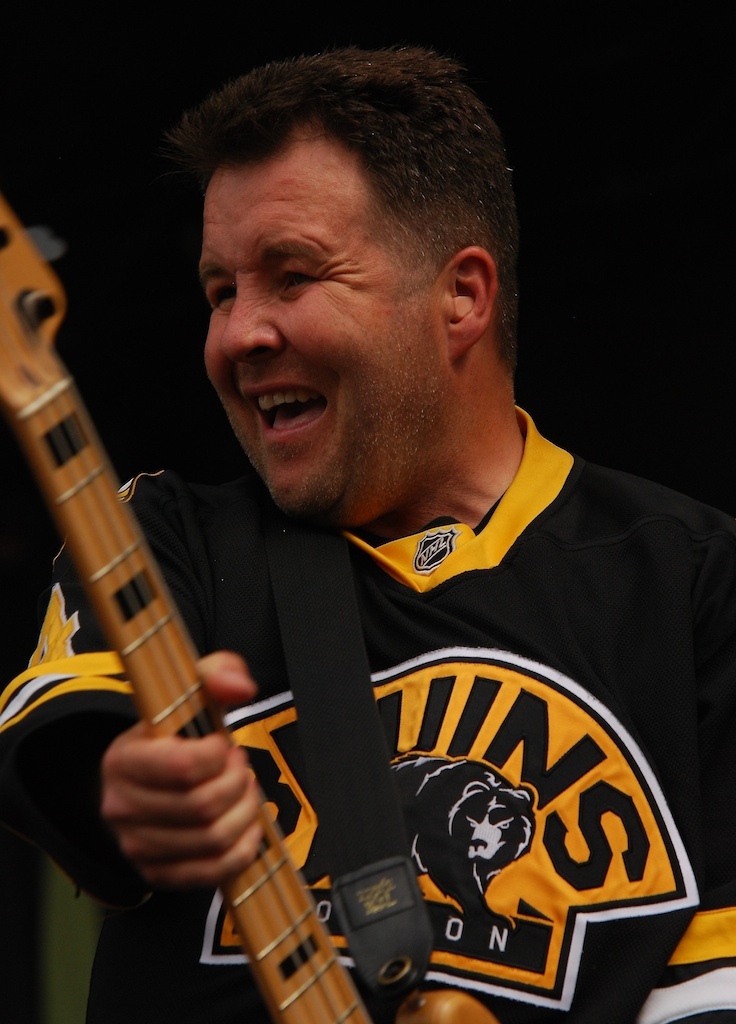
Ken Casey en concert en 2011 à l'Ottawa Bluesfest.

Dropkick Murphys connaît des problèmes au début de sa carrière, étant souvent jugé comme une formation skinhead ou néo-nazi par certains. Matt Kelly, lors d'une interview, clarifie les choses, admettant que le groupe fasse partie du mouvement skinhead. Cependant, il réfute l'idée que tous les skinhead soient racistes ou néo-nazis, expliquant que les néo-nazis détestent la religion catholique, et que chaque membre du groupe est catholique irlandais, excepté Al Barr. Il conclut qu'il ne faut donc pas faire l'amalgame skinhead et raciste (bonehead). Comme le veut le mouvement skinhead, le groupe ne prône aucun message politique. Le groupe répond avec une note laissée sur l'album Sing Loud, Sing Proud! reprenant les termes de Martin Luther King : « Nous devons apprendre à vivre ensemble comme des frères, sinon nous allons mourir tous ensemble comme des idiots ».
De plus Al Barr ajoute lors d'une interview : « Pour moi, le terme « oi! » signifie l'unité, c'est un appel à l'unité. Ceux qui crient « oi! », de leur point de vue, ça veut dire 'c'est de là qu'on vient', on reste ensemble, on fait face. Il y a beaucoup de personnes complètement cinglées qui pensent que ça veut dire white power. C'est très confus pour beaucoup de gens. »
À proprement parler, Dropkick Murphys fait partie du mouvement skinhead typique de la côte Est américaine, ainsi plusieurs groupes tels que Warzone ou Agnostic Front sont aussi intégrés sous l'étiquette skinhead mais aussi oi! En 2003, un journal suédois accuse le groupe d'être un groupe raciste, suivi d'affirmation dans le même sens des membres du groupe Anti-Flag. À la suite de cela, Ken Casey appela l'auteur de l'article, qui affirme avoir trouvé le nom Dropkick Murphys listé dans plusieurs sites white power et néo-nazi. Enfin, Dropkick Murphys doit faire face à plusieurs critiques dans le monde du punk rock, et notamment de Joe Queers, chanteur du groupe The Queers, qui affirma lors d'une interview : « Tout ce truc irlandais est préjudiciable à la race et mène au racisme. Qui se préoccupe que vous êtes irlandais ? Bordel je le suis moi, mais je ne pense pas que s'assoir à un bar et boire toute la journée me rend plus intelligent que le crétin moyen mangeant son donuts dans la rue. »
Queers rajoute une critique sur la scène oi! et street punk actuelle en incorporant Dropkick Murphys, déclarant que la scène oi! glorifie la violence et une guerre des classes, écrivant même une chanson Little Rich Working Class Oi Boy de l'album Beyond the Valley of the Assfuckers et Queers déclare : « Avec toutes ces conneries de fierté irlandaise des Dropkick la scène punk est remplie de trous du cul qui ne pensent qu'à se battre. » En mars 2012, Al Barr doit s'excuser publiquement après qu'une vidéo pour promouvoir un festival en Allemagne fait éruption sur le net où l'on y voit ce dernier utiliser un terme homophobe.

### Style musical

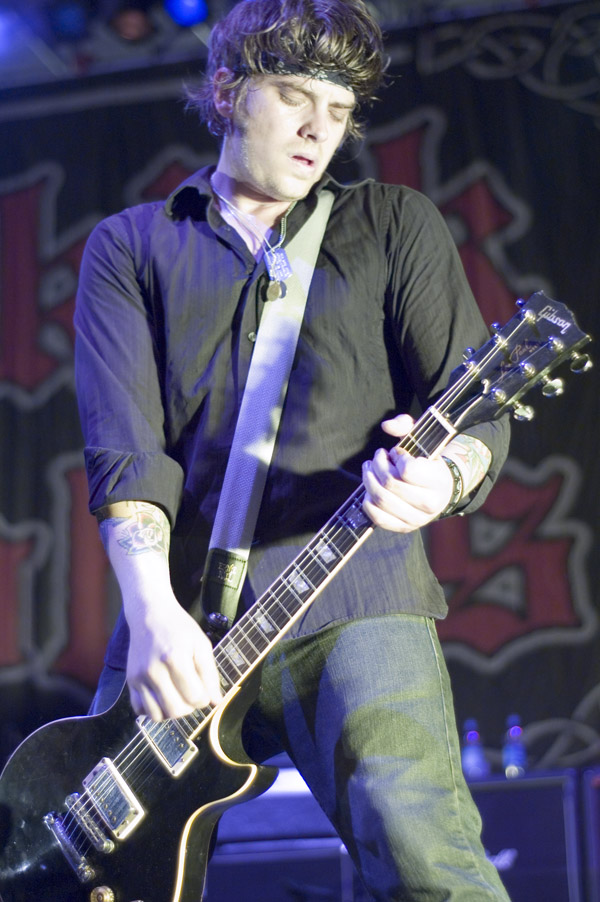
James Lynch guitariste de DKM et ex-Ducky Boys.

Dropkick Murphys devient le précurseur du punk celtique dans les années 2000. Mélangeant différents instruments, le groupe est souvent comparé au groupe californien Flogging Molly, mais avec un son beaucoup plus agressif, frôlant souvent avec le oi! et le street punk, surtout dans leur premier album. Le groupe ouvrit la porte à la constitution de différents groupes, avec notamment The Real McKenzies, groupe canadien qui assume ses origines et ascendances écossaises, incluant tout comme DKM de la cornemuse et de la mandoline. « La musique folk est la musique du peuple faite par et pour le peuple », explique Al Barr dans une biographie rédigée par Visual Music. « La musique folk est une forme de punk, car la musique folk est un moyen de parler de sujets qui nous touchent tous. On y retrouve la même mentalité que dans le punk. »
Le groupe écrit principalement sur la famille, sa patrie, l'amitié, être fier de ses origines et la fraternité, et se présente comme un groupe d'ouvriers. L'écriture des morceaux est partagée entre Ken Casey et Al Barr. Les riffs des guitares de Lynch et Brennan sont simples et accrocheurs, typiquement punk, avec un tempo très rapide. Al Barr, ex-chanteur du groupe The Bruisers apporte une touche hardcore / oi! au chant avec une voix très grave, presque cassée. Dans l'album The Warrior's Code, le groupe utilise encore plus d'instruments traditionnels, avec notamment I'm Shipping Up to Boston commençant avec un solo de banjo ou encore The Green Fields of France composé uniquement avec un piano, une batterie, un banjo, une flûte de Pan et une cornemuse.
Barr et Casey trouvent leur inspiration dans d'anciens classiques folk irlandais, dans lesquels ils baignent depuis leur enfance. Parmi leurs influences, on peut citer Woody Guthrie, The Dubliners (Ronnie Drew participe à la chanson (F)lannigan's Ball), The Pogues (Spider Stacy lui aussi participe à la chanson (F)lannigan's Ball) ou encore la vague punk britannique des années 1970, avec notamment The Clash. Bien qu'ayant un fort penchant pour le folk et la musique traditionnelle irlandaise, Dropkick Murphys n'en reste pas moins un groupe de punk, très influencé par la vague punk britannique qui arriva aux États-Unis dans les années 1970. Le groupe, à ses débuts, est considéré comme un groupe de oi! avec leurs refrains souvent chantés à plusieurs. Ils sont un groupe à part entière de la scène punk de la côte est américaine, au même titre que Agnostic Front ou encore Sick of It All, Roger Miret and the Disasters.

## Dans le sport

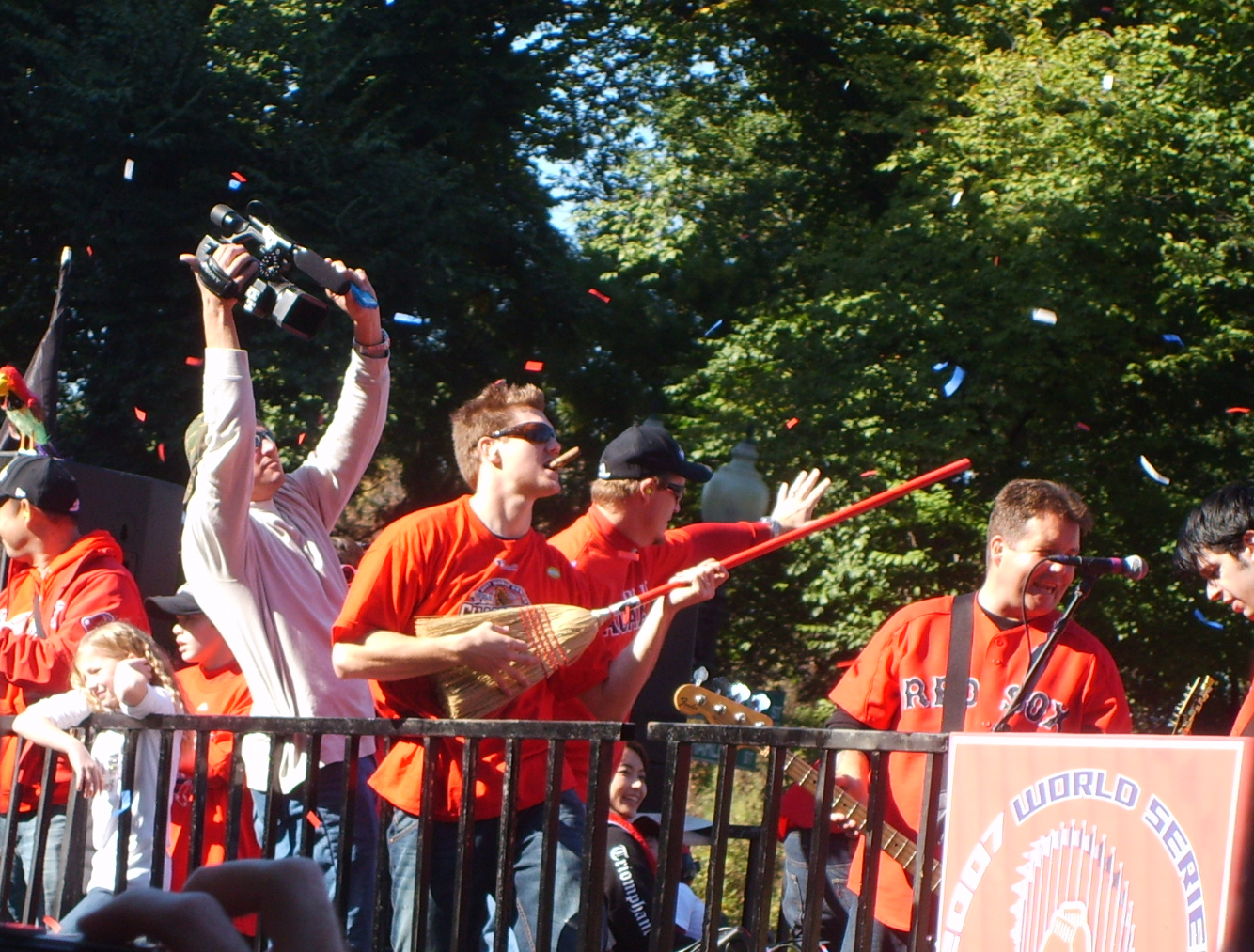
Jonathan Papelbon et Dropkick Murphys lors de la célébration d'une victoire des Red Sox de Boston.

Au fil des années, Dropkick Murphys devient un groupe de référence dans le monde du sport. Ainsi, bon nombre des chansons du groupe sont utilisées dans les patinoires et autres stades de sport américains. Eux-mêmes grands fans de sport, et tout particulièrement de hockey sur glace et de baseball, Dropkick Murphys est devenu ambassadeur de l'équipe de hockey des Bruins de Boston, intégrant plusieurs images de combats impliquant des joueurs de l'équipe sur un grand écran derrière la scène, mais aussi en écrivant tout spécialement une chanson intitulée Time to Go, qui devint l'un des hymnes officiels de l'équipe. De plus, le groupe joue à plusieurs occasions la chanson au TD Garden de Boston à la fin des matchs avec les joueurs des Bruins de l'époque Brian Rolston et Nick Boynton. Puis le groupe devient « groupe du mois » en octobre 2007 sur le site NHL.com et apparaît dans les bandes originales des jeux vidéo NHL 2005 et NHL 2011. Par ailleurs, Dropkick Murphys sponsorise une équipe de hockey amateur, prêtant leur logo au maillot de l'équipe.
Enfin Dropkick Murphys a joué la chanson I'm Shipping Up to Boston lors de la classique hivernale de la Ligue nationale de hockey qui s'est déroulée le 1er janvier 2010 au Fenway Park de Boston, opposant les Bruins de Boston aux Flyers de Philadelphie.
Le baseball est un autre sport où Dropkick Murphys est très présent, notamment avec l'équipe des Red Sox de Boston ; I'm Shipping Up to Boston devient ainsi l'hymne officiel de l'équipe et le groupe participe aux célébrations de la victoire des Red Sox en série mondiale en 2007 et 2013. Jonathan Papelbon, le joueur star des Red Sox, se joint au groupe pour interpréter la chanson et imite une danse traditionnelle irlandaise. Enfin le groupe interprète le titre mythique des Red Sox de Boston, Tessie, invitant plusieurs joueurs de l'équipe à chanter sur le single. En mars 2012, Ken Casey crée une polémique malgré lui en affirmant lors d'une interview à la chaîne NESN que Papelbon n'aurait plus l'aval du groupe pour jouer I'm Shipping Up to Boston lors de son arrivée sur le terrain depuis que ce dernier a signé avec les Phillies de Philadelphie. Déclaration clarifiée par la suite en affirmant que ce n'était qu'une blague, et que Papelbon aurait tous les droits d'utiliser encore la chanson.
Dropkick Murphys est aussi présent dans le football avec la chanson I'm Shipping Up to Boston qui est utilisée comme chanson officielle pour la ligue de football australienne la A-League. De plus le groupe joua au Celtic Park de Glasgow en Écosse lors du match entre les Celtic Glasgow et le Livingston Football Club du Championnat d'Écosse de football. Enfin Forrest Griffin, mi-lourd MMA à l'UFC utilise lui aussi cette chanson comme thème d'entrée lors de ses prestations. De plus le groupe prête son image a l'athlète en apparaissant sur le merchandising officiel de Griffin.
En 2008, Ken Casey avec l'aide de l'historien de baseball Peter Nash, rouvre le McGreevys Pub, qui serait l'un des tout premiers bars de sport. Le bar contient différents objets collectors de l'équipe des Red Sox, tels que la batte de Jonathan Papelbon, et est un véritable musée sur le baseball dans le Massachusetts. En 2012, Ken Casey annonce qu'il managera le boxeur Poids super-légers natif du Massachusetts Danny O'Connor afin de remettre la boxe au goût du jour à Boston. O'Connor participe de plus à plusieurs dates de la tournée de la Saint-Patrick 2012 du groupe en participant à des matchs d'exhibitions avec le boxeur du Massachusetts Micky Ward.

## Membres

### Membres actuels
- Al Barr - basse, chœurs
- James Lynch - guitare, chœurs
- Ken Casey -  chant, guitare
- Matt Kelly - batterie, chœurs, bodhrán
- Tim Brennan - guitare, accordéon
- Jeff DaRosa - mandoline, guitare acoustique, banjo
- Lee Forschner - cornemuse, flûte, piano

### Anciens membres
- Mike McColgan - chant (McColgan décide de quitter le groupe après l'album Do or Die pour poursuivre une carrière de pompier à Boston, mais il se tourne très vite à nouveau vers la musique et décide de former un nouveau groupe, Street Dogs, mélangeant street punk et oi!. McColgan et le reste des membres de Dropkick Murphys restent bon amis, ce dernier invitant Ken Casey et Al Barr à chanter sur un des morceaux de son groupe).
- Rick Barton - guitare (Rick Barton est l'un des membres fondateurs du groupe, il participe à l'EP Boys on the Dock, aux albums Do or Die et The Gang's All Here. Barton quitte Dropkick Murphys après que le groupe commence à connaître un certain succès, ne se sentant plus à l'aise avec l'orientation et les choix musicaux du groupe. Depuis, Barton joue avec le groupe Everybody Out! et forme avec son fils le groupe Continental[110]. De plus, Barton est devenu producteur, produisant notamment le dernier album des Street Dogs. Enfin, Barton reste toujours en collaboration étroite avec Dropkick Murphys, apparaissant plusieurs fois sur scène avec le groupe en invité).
- Robbie « Spicy Mc Haggis » Meideros - cornemuse (Meideros quitte le groupe après l'album Sing Loud, Sing Proud! pour se marier. Il a vraisemblablement arrêté sa carrière musicale).
- Marc Orrell - guitare, accordéon, piano (Orrell rejoint le groupe lors de l'enregistrement de Sing Loud, Sing Proud!, il n'a alors que 17 ans. Il quitte le groupe en 2007 après la sortie de The Meanest of Times, expliquant dans une lettre ouverte aux fans que ses goûts et ses envies musicales ont changé et qu'ils ne s'accordent plus avec ceux du groupe. Depuis, Orrell vit en Californie et a joué avec le groupe Far From Finished et ensuite formé The Eleventh Hour avec Tim Brennan notamment. Orrell fait désormais partie du groupe The Black Pacific, composé notamment de l'ancien chanteur de Pennywise, Jim Lindberg[111].
- Ryan Foltz - mandoline, tin whistle (Foltz est désormais membre du staff technique de Rancid lors des tournées et a produit le dernier album du groupe Let the Dominoes Fall.)
- Joe Delaney - cornemuse.
- Scruffy Wallace - cornemuse, tin whistle (Wallace quitte le groupe après 12 ans dans le groupe et une pause débutée en janvier 2015).

### Galerie
| Tim Brennan | Jeff DaRosa | Ken Casey | Al Barr | James Lynch | Matt Kelly |
| Tim Brennan | Jeff DaRosa | Ken Casey | Al Barr | James Lynch | Matt Kelly |

## Discographie

### Albums studio
| 1998 | Do or Die - Sortie : 27 janvier 1998 - Label : Hellcat Records                                   | —   | —  | —  | —  | —   | — | —  | —   |
| 1999 | The Gang's All Here - Sortie : 9 mars 1999 - Label : Hellcat Records                             | 184 | —  | —  | —  | —   | — | —  | —   |
| 2001 | Sing Loud, Sing Proud! - Sortie : 6 février 2001 - Label : Hellcat Records                       | 144 | —  | —  | 37 | —   | — | —  | —   |
| 2003 | Blackout - Sortie : 10 juin 2003 - Label : Hellcat Records                                       | 83  | —  | —  | —  | —   | — | —  | —   |
| 2005 | The Warrior's Code - Sortie : 21 juin 2005 - Label : Hellcat Records                             | 48  | —  | 72 | —  | 185 | — | 33 | —   |
| 2007 | The Meanest of Times - Sortie : 18 septembre 2007 - Label : Born and Bred Records                | 20  | —  | —  | —  | —   | — | 18 | 165 |
| 2011 | Going Out in Style - Sortie : 1er mars 2011 - Label : Born and Bred Records                      | 6   | 26 | 33 | 45 | —   | — | 18 | —   |
| 2013 | Signed and Sealed in Blood - Sortie : 2013 - Label : Born and Bred Records                       | 4   | 23 | 9  | 22 | 161 | — | 4  | —   |
| 2017 | 11 Short Stories of Pain and Glory - Sortie : 6 janvier 2017 - Label : Born and Bred Records     | 8   | 15 | 4  | —  | 71  | 3 | —  | 68  |
| 2021 | Turn Up that Dial - Sortie : 30 avril 2021 - Label : Born and Bred Records                       |     |    |    |    |     |   |    |     |
| 2022 | This Machine Still Kills Fascists - Sortie : 30 septembre 2022 - Label : Dummy Luck Music / PIAS |     |    |    |    |     |   |    |     |
| 2023 | Okemah Rising - Sortie : 12 mai 2023 - Label : Dummy Luck Music / PIAS                           |     |    |    |    |     |   |    |     |
| « — » signifie qu'acun classement n'a été atteint ou qu'aucune sortie ne s'est effectuée dans cette région. |                                                                                                  |     |    |    |    |     |   |    |     |

### Albums hommage
- 2014 : Ex-USSR Tribute to Dropkick Murphys
- 2015 : Famous For Nothing: A Tribute To Dropkick Murphys

### Autres
| 2000 | The Singles Collection, Volume 1 - Sortie : 23 mai 2000 - Label : Hellcat Records    | —   | — | — | — | — | — | —  | — |
| 2002 | Live on St. Patrick's Day - Sortie : 15 mars 2002 - Label : Hellcat Records          | 156 | — | — | — | — | — | —  | — |
| 2005 | Singles Collection Vol.2 - Sortie : 8 mars 2005 - Label : Hellcat Records            | —   | — | — | — | — | — | —  | — |
| 2010 | Live on Lansdowne, Boston MA - Sortie : 16 mars 2010 - Label : Born and Bred Records | 25  | — | — | — | — | — | 37 | — |
| « — » signifie qu'acun classement n'a été atteint ou qu'aucune sortie ne s'est effectuée dans cette région. |                                                                                      |     |   |   |   |   |   |    |   |

### Singles
- 1998 :  Barroom Hero (extrait de Do or Die)
- 1999 : 10 Years Of Service (extrait de The Gang's All Here)
- 2001 : The Spicy McHaggis Jig (extrait de Sing Loud, Sing Proud!)
- 2001 : The Gauntlet (extrait de Sing Loud, Sing Proud!)
- 2001 :The Wild Rover (extrait de Sing Loud, Sing Proud!)
- 2003 : Walk Away (extrait de Blackout)
- 2003 :  Gonna Be A Blackout Tonight (extrait de Blackout)
- 2003 : The Fields of Athenry (extrait de Blackout)
- 2003 : Time to Go (extrait de Blackout)
- 2005 : Sunshine Highway (extrait de The Warrior's Code)
- 2005 : The Warrior's Code (extrait de The Warrior's Code)
- 2005 : I'm Shipping Up to Boston (extrait de The Warrior's Code)
- 2007 : The State of Massachusetts  (extrait de The Meanest of Times)
- 2007 : Johnny, I Hardly Knew Ya (extrait de The Meanest of Times)
- 2011 :  Going Out in Style (extrait de Going Out in Style)
- 2012 : Rose Tatoo (extrait de Signed and Sealed in Blood)
- 2012 : The Season's Upon Us (extrait de Signed and Sealed in Blood)
- 2013 : The Boys Are Back  (extrait de Signed and Sealed in Blood)
- 2013 : Out of Our Heads (extrait de Signed and Sealed in Blood)
- 2020 : Smash Shit Up (extrait de Smash Shit Up)
- 2020 : The Bonny (extrait de Smash Shit Up)

### Reprises de chansons traditionnelles
| Titre                      | Titre original            | Auteur                                  | Album                  | Autres informations |
| -------------------------- | ------------------------- | --------------------------------------- | ---------------------- | --- |
| (F)lannigan's Ball         | Lannigan's Ball           | Inconnu                                 | The Meanest of Times   | Chanson à boire irlandaise traditionnelle. Le terme Lannigan's Ball est communément utilisé dans les pays anglophones pour décrire une situation qui tourne mal. |
| Fairmount Hill             | Spancill Hill             | Michael Considine                       | The Meanest of Times   | Écrite à la fin du XIXe siècle par Michael Considine, cette chanson est d'abord un poème à sa femme restée en Irlande lors de la grande famine. À son arrivée à Boston, il est atteint d'une grave maladie et ne put jamais faire venir sa femme en Amérique,.                           |
| Johnny, I Hardly Knew Ya   | Johnny I Hardly Knew Ye   | Inconnu                                 | The Meanest of Times   | Chanson populaire irlandaise anti-guerre écrit au début du XIXe siècle, elle fait référence aux soldats irlandais partis se battre au Sri Lanka. |
| Tessie                     | Tessie                    | Will R. Anderson                        | The Warrior's Code     | À l'origine, chanson tirée d'un spectacle de Broadway datant de 1902. Elle est plus tard reprise par les fans des Red Sox de Boston, puis ré-écrite par Dropkick Murphys. |
| The Green Fields of France | No Man's Land             | Eric Bogle                              | The Warrior's Code     | Chanson écrite en 1976 à propos des cimetières de la Première Guerre mondiale en Flandres et dans le Nord de la France après un voyage de Bogle. |
| I'm Shipping Up to Boston  | I'm Shipping Up to Boston | Woody Guthrie                           | The Warrior's Code     | Texte du parolier et chanteur folk Woody Guthrie sur lequel Dropkick Murphys crée la musique. |
| Black Velvet Band          | The Black Velvet Band     | Inconnu                                 | Blackout               | Chanson qui évoque les criminels irlandais et britanniques envoyés de force en Australie |
| The Fields of Athenry      | The Fields of Athenry     | Paddy Reilly                            | Blackout               | Chanson relatant la grande famine irlandaise, écrite en 1970. |
| The Rocky Road To Dublin   | The Rocky Road To Dublin  | D.K. Gavan                              | Sing Loud, Sing Proud! | Chanson irlandaise traditionnelle parlant du voyage fait par un homme qui part de sa ville natale Tuam pour Liverpool en Angleterre. |
| The Fighting 69th          | The Fighting 69th         | Inconnu                                 | The Gang's All Here    | « The Fighting 69 » est l'ancien terme employé pour décrire l'attitude militante des nouveaux immigrants irlandais lors de la grande famine aux États-Unis. Le terme décrit le courage et la ténacité des immigrants pour trouver un toit, un travail et assurer la vie de leur famille. |
| Cadence to Arms            | Scotland the Brave        | Inconnu                                 | Do or Die              | La chanson est en fait l'hymne non officiel écossais Scotland the Brave dont Dropkick Murphys a changé les paroles. |
| Skinhead on the MBTA       | The MTA Song              | Jacqueline Steiner and Bess Lomax Hawes | Do or Die              | Chanson qui parle d'un homme qui se retrouve coincé dans le métro de Boston. |
| Finnegan's Wake            | Finnegan's Wake           | Inconnu                                 | Do or Die              | Ballade irlandaise comique datant de 1850. La chanson raconte les déboires du jeune Finnegan qui aime un peu trop la liqueur. |
| The Irish Rover            | The Irish Rover           | Inconnu                                 | Going Out in Style     | Chanson traditionnelle irlandaise parlant d'un magnifique voilier partant de Cork en Irlande jusqu'à New York et qui connut une fin malheureuse. |

## Compositions

### Collaborateurs
- Shane MacGowan (The Pogues) - chant sur Good Rats de l'album Sing Loud, Sing Proud!
- Colin McFaull (Cock Sparrer) - chant sur Fortunes of War de l'album Sing Loud, Sing Proud!
- Spider Stacy (The Pogues) - chant sur Flannigan's Ball de l'album The Meanest of Times
- Ronnie Drew (The Dubliners) - chant sur Flannigan's Ball de l'album The Meanest of Times
- Lars Frederiksen (Rancid) - chant sur Skinhead on the MBTA de l'album Do or Die
- Bruce Springsteen - Chant sur Peg'O My Heart de l'album Going Out in Style
- Fat Mike (NOFX) - chant sur Going Out In Style de l'album Going Out in Style
- Chris Cheney (The Living End) - chant sur Going Out In Style de l'album Going Out in Style
- Lenny Clarke (acteur)- chant sur Going Out In Style de l'album Going Out in Style
- Johnny Damon (joueur de baseball des Tigers de Détroit) chœurs sur la chanson Tessie de l'album The Warrior's Code
- Bronson Arroyo (joueur de baseball des Reds de Cincinnati) chœurs sur la chanson Tessie de l'album The Warrior's Code
- Lenny DiNardo (joueur de baseball des Red Sox de Boston) chœurs sur la chanson Tessie de l'album The Warrior's Code

## Clips
- Baroom Hero - 1997
- 10 Years of Service - 1999
- The Spicy McHaggis Jig - 2001
- The Gauntlet - 2001
- The Wild Rover - 2001
- Walk Away - 2003
- Gonna Be a Blackout Tonight - 2003
- Tessie - 2004
- Sunshine Highway - 2005
- The Warrior's Code - 2005
- I'm Shipping Up to Boston - 2005
- The State of Massachusetts - 2007
- Johnny, I Hardly Knew Ya - 2007
- Going Out In Style - 2011
- Rose Tattoo - 2012
- The Season's Upon Us - 2012
- The Boys Are Back - 2013
- Blood - 2016
- Paying My Way - 2017
- Until the Next Time - 2017
- Smash Shit Up - 2020